# Galluzzo

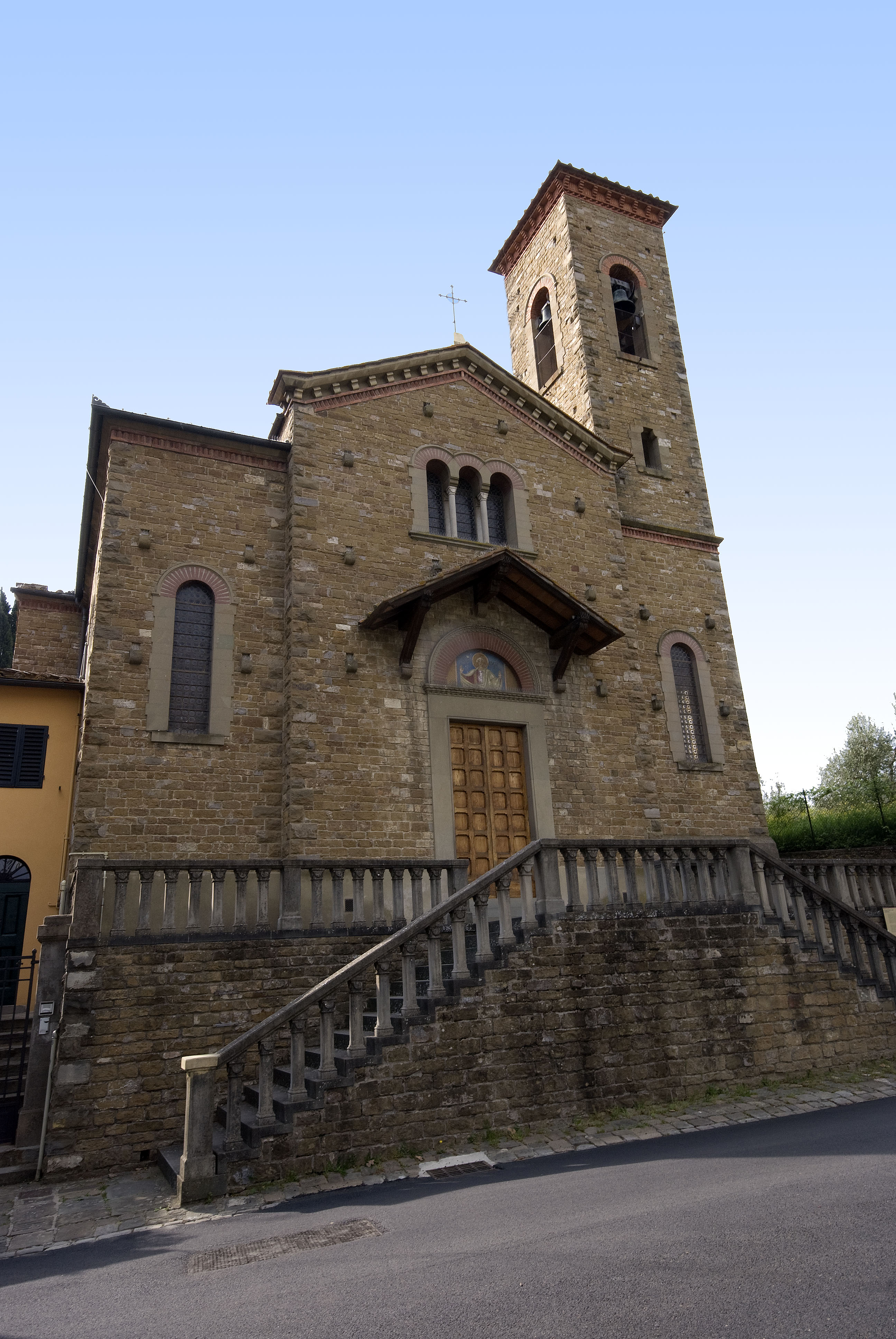
Santa Lucia al Galluzzo

Galluzzo est un quartier de Florence, à l'extrême sud de la commune, notable par la présence de la célèbre Chartreuse de Galluzzo édifiée en 1341 par Niccolò Acciaiuoli.

## Histoire
Commune autonome  qui atteint 22 000 habitants sur 68 km2 en 1928, elle se divise à cette date et intègre en partie (son chef-lieu et les frazioni de San Felice ad Ema et de  Cascine del Riccio) le territoire communal de la ville de Florence pour son expansion au-delà de ses fortifications, une deuxième partie est attribuée à Scandicci avec la frazione  de Giogoli, une troisième partie à Bagno a Ripoli et le reste pour former Impruneta.
Elle doit probablement son nom aux Galuzzi, famille patricienne de la ville ou à saint Laurent de Galuzzo.

## Citation
Dante Alighieri la cite au chant XVI du Paradis (vv 52-55) de la  Divine Comédie

« Oh quando fora meglio esser vicine
quelle genti ch’io dico, ed al Galluzzo
ed a Trespiano aver vostro confine »

— Paradis, vv 52-55